# Ielena Kazimirtxak-Polónskaia
Ielena Ivànovna Kazimirtxak-Polónskaia, rus: Елена Ивановна Казимирча́к-Поло́нская, ucraïnès: Олена Іванівна Казимирчак-Полонська Olena Ivànivna Kazimirtxak-Polònskaia, polonès: Helena Kazimierczak-Połońska (* 21 de novembre de 1902 a Selets, † 30 d'agost de 1992 a Sant Petersburg) fou una astrònoma, monja i teòloga ortodoxa polonesa, ucraïnesa, soviètica i russa que treballà a l'URSS després de la Segona Guerra Mundial. Va estudiar el moviment de cossos menors del sistema solar (cometes). Missionera i membre del moviment cristià d'estudiants russos, fou també investigadora de les obres de l'arxiprest Serguei Bulgàkov.

## Joventut, família i educació
Ielena, de soltera Polónskaia, va néixer a Volínia (actualment Ucraïna, llavors part de l'Imperi Rus). Els seus pares, Ievguénia i Jan Polonski eren propietaris d'una granja. Va rebre la seva primera educació a Lutsk. El 1922-1927 va estudiar a la Facultat de Matemàtiques i Ciències Naturals de la Universitat Jan Kazimierz de Lviv.
Després de graduar-se el 1928, es va convertir en assistent del professor Marcin Ernst a l'Observatori de Lviv. Després va treballar a l'Observatori Astronòmic de la Universitat de Varsòvia. El 1936 va obtenir el títol de doctorat després de defensar la tesi sobre El moviment planetocèntric dels cometes.
També el 1936 es va casar amb Leon Kazimierczak (Kazimirtxak), biòleg especialitzat en ictiologia, empleat de la Universitat de Varsòvia. El 1937 va néixer el seu fill Sergius.

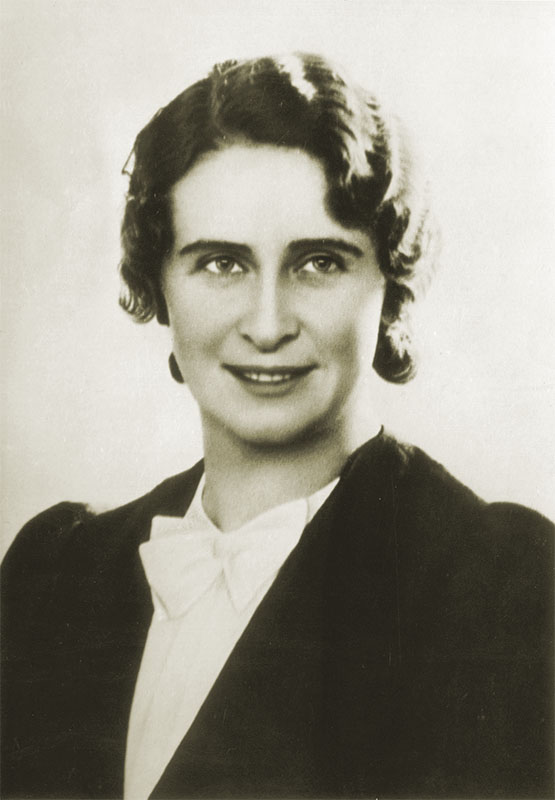
Helena Połońska, 1934

No hi ha informació detallada sobre el matrimoni Kazimierczak després del setembre de 1939. Des del gener de 1940, el nom d'Helena Kazimierczak-Połońska apareix a la llista d'empleats de l'Institut Astronòmic de la Universitat de Lviv. Se sap que el 1944 va anar a veure el seu marit a Varsòvia amb el seu fill i la seva mare malalta. Com a resultat de l'esclat de la revolta, la família es va tornar a separar: Helena Kazimierczak-Połońska i el seu fill es van refugiar a un poble proper a Varsòvia, mentre que Leon Kazimierczak amb la seva sogra (la mare d'Helena) van romandre a la ciutat en plena revolta.
Després del fracàs de la revolta, va aconseguir trobar la seva mare. El seu marit fou portat pels alemanys a un camp de presoners a prop de Viena. Més tard, va aconseguir contactar amb ell per correspondència.

## Activitats a l'URSS
El 1945 va prendre una decisió molt atrevida i crucial per a la seva vida posterior: com a ortodoxa va decidir de tornar a Rússia, tot i que aleshores era una Unió Soviètica totalitària. Va anar a Kherson i va trobar feina allà a l'Institut Pedagògic (una escola de formació de professors). Aquest període de vida s'associa a problemes en la vida personal: malgrat els esforços, no va poder posar-se en contacte amb el seu marit, que no va obtenir permís per anar a l'URSS; el seu fill va morir tràgicament el juny de 1948.
El setembre del 1948, Kazimierczak-Połońska va iniciar la seva tasca científica a l'Institut d'Astronomia Teòrica de l'Acadèmia de Ciències de l'URSS a Leningrad. El 1950 va defensar la seva tesi, titulada Encontres propers dels cometes als planetes i moviment plantetocèntric dels cometes, sobre la base de la qual va obtenir el títol de kandidata nauk.
El 1951, durant la purga estalinista, com a part de la lluita contra els enemics de classe, va ser acomiadada de la feina, sota el pretext de "reducció de personal", i posteriorment fou acusada d'espionatge i arrestada. Després de diversos mesos d'investigació, que demostraren la manca de fonament de les acusacions contra ella, va sortir de la presó. Va marxar cap a Kherson, on va trobar informació sobre la mort de la seva mare. Va trobar feina com a professora de matemàtiques superiors a l'Institut Pedagògic d'Odessa. No va ser fins al 1956 que va poder tornar a Leningrad, a l'Institut d'Astronomia Teòrica de l'Acadèmia de Ciències de l'URSS i a investigar en el camp dels moviments dels cometes.

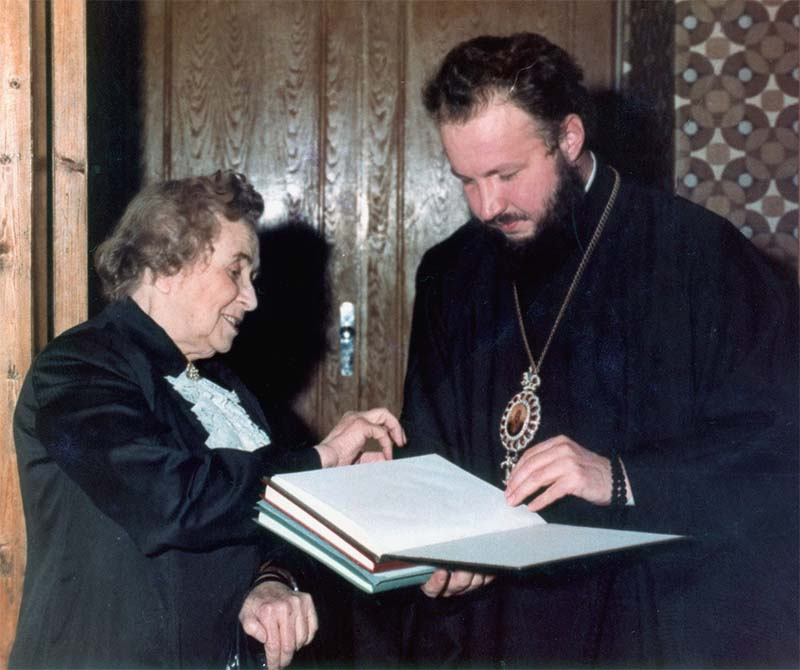
Helena Kazimierczak-Połońska i el rector de l'Acadèmia Teològica de Sant Petersburg, l'arquebisbe Ciril (Gundiàiev), desembre de 1984

Va apreciar l'aparició de la tecnologia electrònica de computació a finals dels anys cinquanta i principis dels anys seixanta. Fou un dels pocs astrònoms d'aquella època que va comprendre les possibilitats que ofereix l'ordinador i també va dominar la capacitat de programar en codi màquina.
El 1968 va obtenir el títol de doktora nauk després de defensar la seva tesi: Teoria del moviment dels cometes de curta durada i el problema de la seva evolució També va ser guardonada amb el Premi Fiódor Bredikhin, atorgat pel Presidium de l'Acadèmia de Ciències de l'URSS. El 1978, en reconeixement dels seus mèrits excepcionals, la Unió Astronòmica Internacional va batejar un asteroide del cinturó principal amb el seu nom, (2006) Polonskaya.

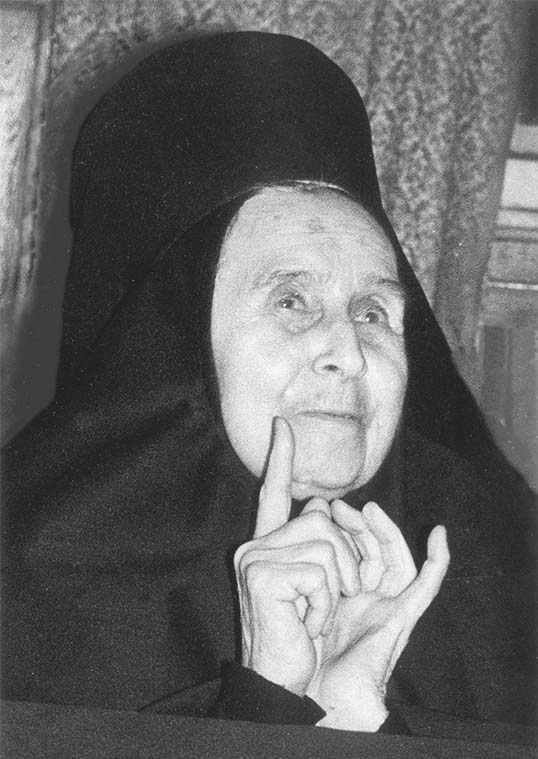
La monja Helena dona una conferència a l'Acadèmia Teològica de Leningrad. Any 1988

Fou una persona profundament religiosa tota la seva vida. El seu mestre espiritual era el pensador i teòleg ortodox SSerguei Bulgàkov. A finals dels anys 80 s'incorporà al monestir. Amb el permís del Patriarca de Moscou i de Totes les Rússies, Aleix II, va mantenir com a monja el seu nom anterior.Va continuar la seva activitat científica: va traduir literatura teològica al rus, va donar conferències a l'Acadèmia Espiritual de Leningrad, va escriure articles i va deixar una història autobiogràfica sobre el període més turbulent de la seva vida des de l'esclat de la Revolta de Varsòvia fins a mitjan 1948.
Poc abans de la seva mort, va perdre la vista i durant l'últim any ja no va poder caminar sola. Va dictar als assistents els textos dels seus darrers treballs científics.
La monja Helena va morir a Sant Petersburg el 30 d'agost de 1992. Va ser enterrada al cementiri d'astrònoms destacats de l'observatori astronòmic de Púlkovo, a prop de Sant Petersburg.